# مارتن بوكويست
مارتن بوكويست (بالسويدية: Martin Boquist) مواليد 2 فبراير 1977 في غوتنبرغ، هو لاعب كرة يد سويدي يلعب كظهير أيسر. شارك في دورة الألعاب الأولمبية الصيفية سنة 2000. حقق المركز الأول في بطولة العالم لكرة اليد للرجال 1999.

## الميداليات
| الميدالية | المسابقة                           |
| --------- | ---------------------------------- |
| فضية      | الألعاب الأولمبية الصيفية 2000     |
| ذهبية     | بطولة العالم لكرة اليد للرجال 1999 |

## روابط خارجية
- مارتن بوكويست على موقع الاتحاد الأوروبي لكرة اليد (الإنجليزية)
- مارتن بوكويست على موقع نادي كيل لكرة اليد (الألمانية)
- مارتن بوكويست على موقع أوليمبيديا (الإنجليزية)
- مارتن بوكويست على موقع اللجنة الأولمبية السويدية (السويدية)